# Team Altamura 2023-2024
Questa voce raccoglie le informazioni riguardanti la Team Altamura Società Sportiva Dilettantistica a r.l. nelle competizioni ufficiali della stagione 2023-2024.

## Divise e sponsor
Per la stagione 2023-2024 lo sponsor tecnico è Erreà, mentre lo sponsor ufficiale Dienne salotti. 
Di seguito la divisa di casa indossata dai biancorossi.
| 1ª divisa |

## Rosa
| N. |                    | Ruolo | Calciatore            |
| -- | ------------------ | ----- | --------------------- |
| 1  | Brasile (bandiera) | P     | Gabriel Fernandes     |
| 2  | Italia (bandiera)  | D     | Francesco Bertolo     |
| 3  | Italia (bandiera)  | D     | Renato Cascella       |
| 4  | Italia (bandiera)  | D     | Andrea Petta          |
| 5  | Italia (bandiera)  | D     | Giovanni Errico       |
| 6  | Italia (bandiera)  | D     | Matteo Maccioni       |
| 7  | Italia (bandiera)  | D     | Michele Grande        |
| 8  | Italia (bandiera)  | C     | Gaetano Logoluso      |
| 9  | Italia (bandiera)  | C     | Simone Bolognese      |
| 10 | Italia (bandiera)  | C     | Silvio Colella        |
| 11 | Italia (bandiera)  | C     | Francesco D'Innocenzo |
| 12 | Italia (bandiera)  | C     | Nicola Dipinto        |
| 13 | Italia (bandiera)  | C     | Alessandro Tataru     |
| 14 | Italia (bandiera)  | C     | Anas Kharmoud         |

| N. |                   | Ruolo | Calciatore         |
| -- | ----------------- | ----- | ------------------ |
| 15 | Italia (bandiera) | A     | Nicola Loiodice    |
| 16 | Italia (bandiera) | A     | Salvatore Molinaro |
| 17 | Italia (bandiera) | A     | Riccardo Lattanzio |
| 18 | Italia (bandiera) | A     | Andrea Saraniti    |
| 19 | Italia (bandiera) | P     | Camillo De Luca    |
| 20 | Italia (bandiera) | P     | Giorgio Caputo     |
| 30 | Italia (bandiera) | P     | Alessandro Sirresi |
| 40 | Italia (bandiera) | P     | Matteo Pellegrini  |
| 50 | Italia (bandiera) | D     | Giuseppe Mattera   |
| 60 | Italia (bandiera) | D     | Marco Orfano       |
| 70 | Italia (bandiera) | D     | Lorenzo Mariano    |
| 80 | Italia (bandiera) | D     | Renato Cascella    |
| 90 | Italia (bandiera) | D     | Manuel Chietti     |
| 99 | Italia (bandiera) | C     | Noah Mayr          |